# Ruf RGT
El Ruf RGT es un automóvil deportivo hecho por Ruf Automobile de Alemania.

## Primera generación (2000–2004)

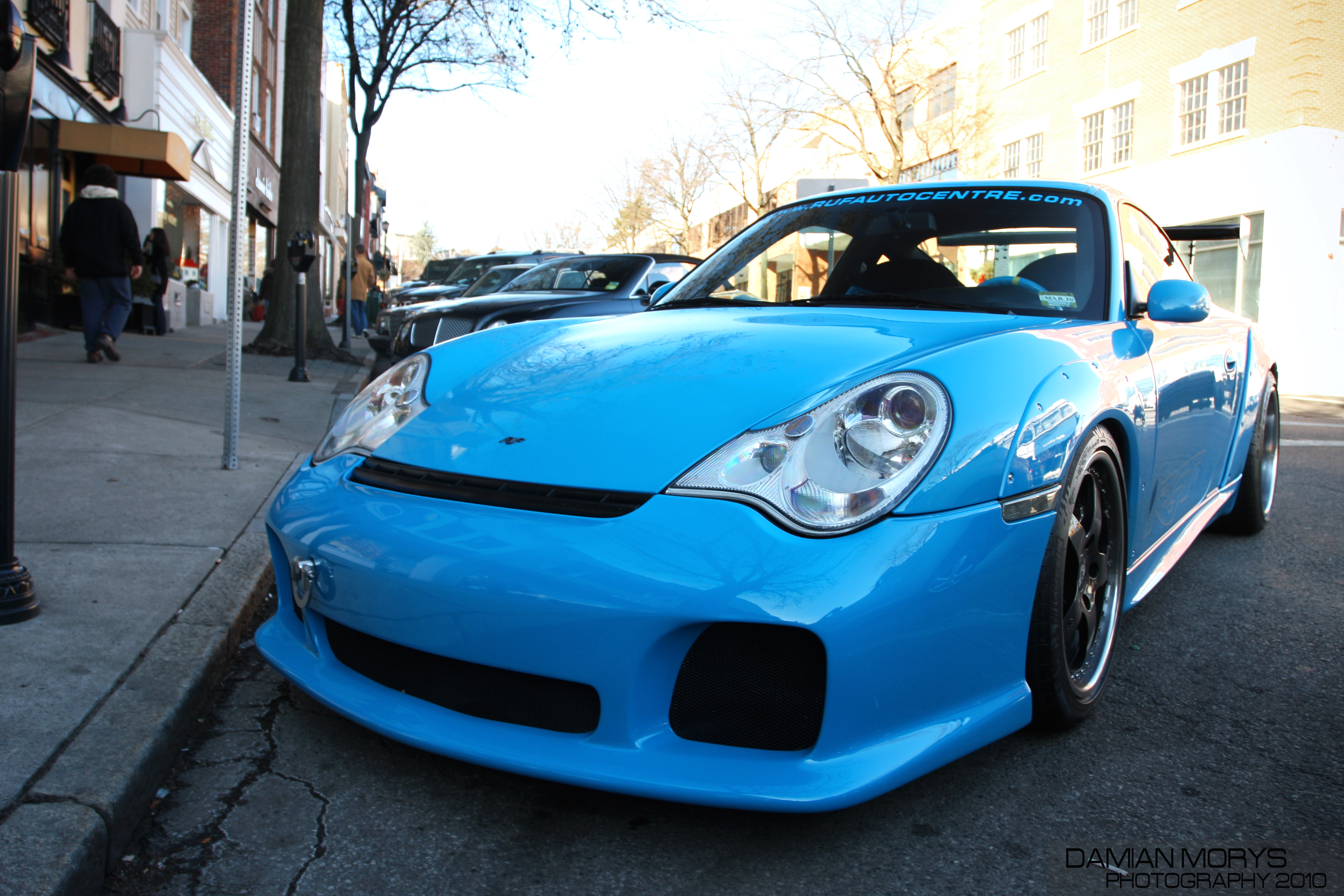
Ruf RGT (primera generación)

El Ruf RGT de primera generación fue introducido en el año 2000 basándose en el chasis y motor del Porsche 996. El Ruf RGT combina peso ligero con un motor potente para proporcionar rendimiento impresionante. Aceleración de la versión 3.6L original era 0-60 mph (97 km/h) en 4.6 segundos, con una velocidad máxima de 190 mph (306 km/h).

## Segunda generación (2005–2011)
Cuándo el Porsche 997 debutó, Ruf aumentó la cilindrada del motor de 3.6 a 3.8 litros, modificó el escape, convertidores catalíticos y reemplazó la ECU y filtro de aire. Esto consiguió aumentar la potencia a 445 bhp (332 kW), el cual bajó el tiempo de aceleración de 0-60 mph (97 km/h) de 4.6 a 4.2 segundos (o incluso 4.1, según algunas fuentes), y la velocidad máxma aumentó a 317 km/h.
Ruf también añadió un sistema de suspensión de rendimiento, utilizando componentes Bilstein, así como discos de freno de alto rendimiento Brembo, midiendo 13.8 pulgadas (351 mm) delante y 13 pulgadas (330 mm) atrás.

El aspecto del coche es también cambiado, utilizando un kit de carrocería el cual incluye un parachoques delantero de poliuretano, puertas, espejos, tapa de motor, y alerón de fibra de carbono, lo cual reduce el peso del coche a 2,932 libras (1,330 kg). El coche está equipado con ruedas "Ruf Superleggera" de 19 pulgadas y neumáticos Michelin Pilot Sport Cup. Finalmente, el RGT está personalizado con acabados del interior a la elección del cliente, incluyendo asientos Recaro y eliminación de partes innecesarias para ahorrar peso.

### RGT-8
En 2010, una versión actualizada del 997 RGT fue desvelada en el Salón del Automóvil de Ginebra. Este RGT-8 es impulsado por un motor V8 completamente nuevo, diseñado por Ruf, con un cigüeñal de 180° tipo "flat-plane" Presenta cuatro válvulas en formación esférica junto con inyección de combustible multipunto que asegura condiciones de mezcla óptimas mientras el sistema de aceite de cárter seco suministra la lubricación necesaria. Para asegurar la "deportividad máxima", Ruf hizo el RGT-8 lo más ligero posible al instalar puertas de aluminio, un capó de aluminio, una cubierta de motor de fibra de carbono, y un alerón trasero de fibra de carbono. Como las versiones del 6 cilindros, el nuevo RGT-8 también incluye frenos cerámicos, una jaula antivuelco integrada, y ruedas de aleación forjada de 19 pulgadas con neumáticos Michelin Pilot Sport Cup.

### Especificaciones
(Los datos mostrados son para el RGT modelo 997)
- Peso: 2,932 libras (1,330 kg)
- Potencia: 445 hp (332 kW) @ 7600 rpm
- Torque: 310 lb·ft (420 N·m) @ 5100 rpm
- Potencia específica: approx. 117.1 hp (87 kW) por litro
- Relación peso-potencia: approx. 6.59 libras (2.99 kg) por caballo de fuerza
  - 0-60 mph (97 km/h): 4.2 s
  - Velocidad superior: 197 millas por hora (317 km/h)

## Tercera generación (2012–presente)

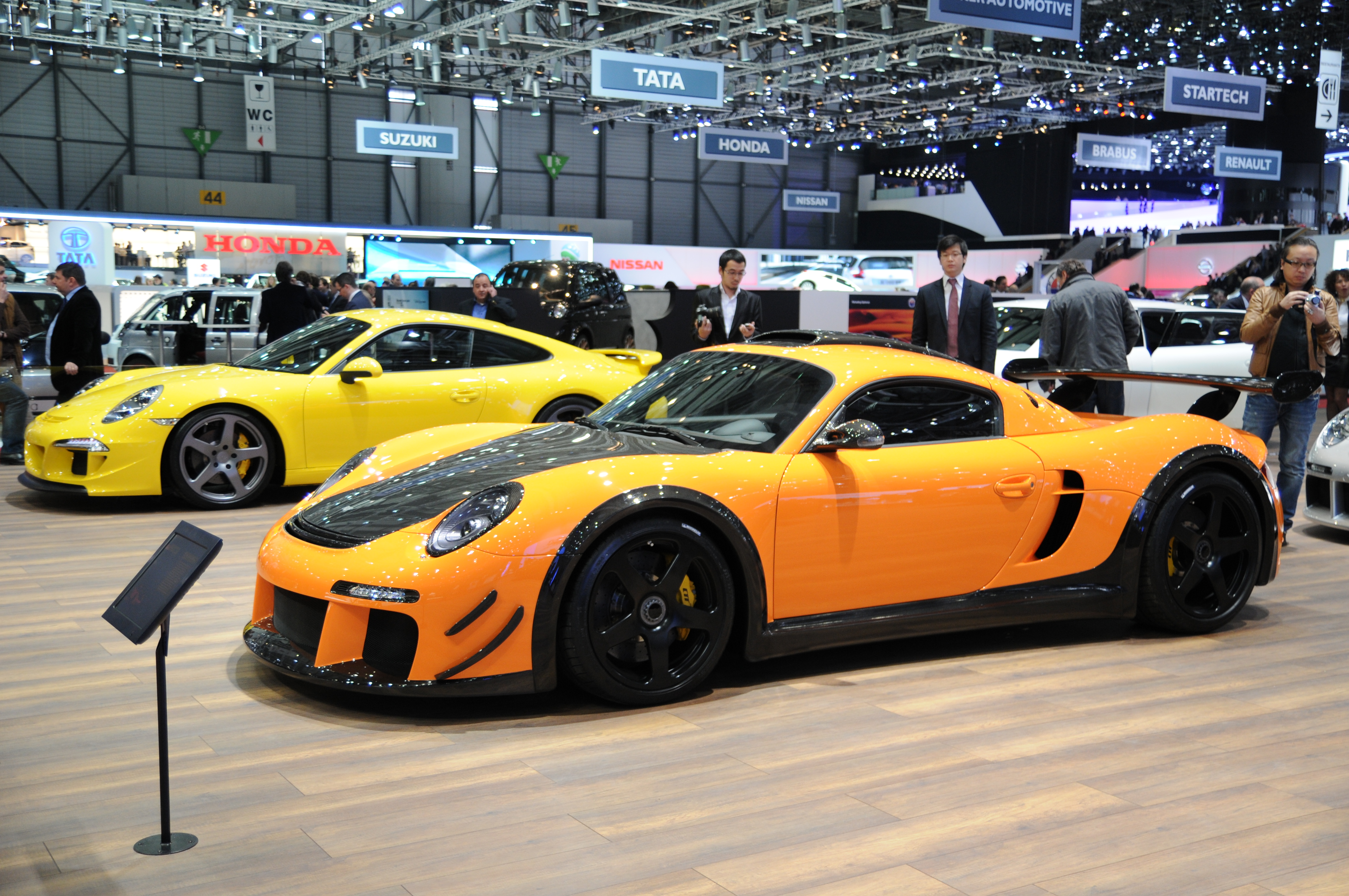
Ruf RGT del 2012 (a la izquierda)

En 2012, la versión más reciente del RGT-8 fue desvelada en Salón del Automóvil de Ginebra. Sin embargo, este modelo está basado en el Porsche 991 en vez de ser una simple actualización. Igual que la versión anterior, el nuevo RGT-8 usa el mismo motor V8 de 4.5 litros, ahora produciendo 550 caballos (410 kW) a 8500 rpm y 369 lb·ft (500 N·m) a 4000 rpm. La velocidad máxima para este vehículo es 318 kilómetros por hora (197,6 mph).